# ECS-A
O ECS-A (acrônimo de Experimental Communications satellite A), também conhecido por JECS-A e Ayame 1, foi um satélite de comunicação geoestacionário experimental japonês construído pela Mitsubishi Electric (MELCO), ele esteve localizado na posição orbital de 4,9 graus de longitude leste e era operado pela NASDA. O mesmo falhou após colidir com o estágio superior.

## Lançamento
O satélite foi lançado ao espaço no dia 6 de fevereiro de 1979, às 8:46 UTC, por meio de um veículo N-1 a partir do Centro Espacial de Tanegashima, no Japão. Ele tinha uma massa de lançamento de 130 kg.